# インフィニティ・ジェム
インフィニティ・ジェム（Infinity Gems）は、マーベル・コミックが発行するアメリカン・コミックに登場する6つの架空のジェムであり、それぞれの側面にちなんで名付けられ、それを具現化したものである。ジェムは、それが象徴する存在の側面に応じた様々な力を振るう者に与えることができ、主要な6つ（心、力、現実、魂、空間、時間）が一緒に保持されるとき、使用者を神のような存在に変える可能性を持っている。したがって、それらはマーベル・ユニバースにおいて最も強力で人気のあるアイテムの1つであり、いくつかのストーリーラインではサノスやアダム・ウォーロックといったキャラクターによって振るわれ、重要な役割を果たした。これらのストーリーのいくつかは、追加のジェムまたは同様のオブジェクトを描いている。インフィニティ・ジェムは全体として使用者に全能の力を与えるが、その効果が機能するのは所属する宇宙のみであり、別世界では機能しない。

## 出版履歴
1972年の『Marvel Premiere』第1号において、インフィニティ・ジェムは初めて登場し、当初はソウル・ジェムと呼ばれていた。1976年、2つ目のソウル・ジェムが『キャプテン・マーベル』に登場し、それぞれ異なる力を持つ6つのソウルジェムが存在することを明示した。その1年後、スパイダーマンを巻き込んだウォーロックのクロスオーバーで、さらに2つのソウル・ジェムが登場し、スーパーヴィランのサノスが宇宙のあらゆる星を消滅させるためにメインの6つのジェムを使おうとした。1988年の『シルバーサーファー』第3号のストーリーでは、エルダー・オブ・ジ・ユニバースが世界を喰らう存在ギャラクタスのエネルギーを奪うために、6つのソウル・ジェムを使おうとした。
1990年のリミテッド・シリーズ『サノス・クエスト』では、サノスは初めてメインのジェムをインフィニティ・ジェムと呼んだ。このストーリーでサノスはジェムのほとんどを盗み出し、ジェムが全能の存在の最後の遺物であることを明らかにする そして、サノスは6つのメインジェムすべてを左腕のガントレットに収めた。ミニシリーズ『インフィニティ・ガントレット』では、サノスはジェムを使ってほぼ全能となり、デスへ愛の贈り物として宇宙の人口の半分を殺した。サノスは地球のヒーローたちやエタニティを含む他の宇宙の存在による攻撃を簡単に撃退したものの、ガントレットは最終的にネビュラに奪われ、大量殺人を含む過去24時間を元に戻されてしまう。その後アダム・ウォーロックがガントレットを取り戻し、リビング・トリビューナルの命令により、ガントレットに収まるジェムを、ガモーラ、ピップ・ザ・トロール、ドラックス・ザ・デストロイヤー、ムーンドラゴン、そしてかつての敵サノスで構成される“インフィニティ・ウォッチ”に分けた。彼らのジェムを守るための冒険は、1992〜1995年のシリーズ『Warlock and the Infinity Watch』で描写された。
1992年の『インフィニティ・ウォー』で、ウォーロックの邪悪な分身であるメイガスによって6つのメイン・ジェムが集められ、彼はウォーロックとサノスを含む地球のヒーローたちによって倒された。1993年の『インフィニティ・クルセイド』では、ウォーロックの善の体現者である女神が宇宙の悪を滅ぼそうとした後、6つのメイン・ジェムはインフィニティ・ウォッチによって再び回収された。
その後、マーベル・ユニバースと“ウルトラヴァース”のクロスオーバーで、吸血鬼のルーンがインフィニティ・ウォッチからジェムを盗んだ際に6つのジェムが登場した。ジェムはウルトラヴァースに散らばり、ロキがジェムを探した。7番目のジェムであるエゴ・ジェムとの再会により、ジェムたちの良心であるというネメシスの存在が明らかになったが、ネメシスは殺害され、ジェムは再び分散した。
2003〜2004年の『サノス』シリーズのストーリーで、ギャラクタスは6つのジェムを集めるが、誤ってハンガーという名の異次元の存在をマーベル・ユニバースへのアクセスを許してしまう。サノスとギャラクタスはその存在を追放し、ジェムはまたしても散り散りになった。2007〜2008年のシリーズ『ニュー・アベンジャーズ：イルミナティ』では、地球のヒーローたちがジェムを集め、その消滅を願ったが、宇宙のバランスの一部として存在しなければならないことを発見し、“イルミナティ”がジェムを分割して隠した。
2010年の『アベンジャーズ』のストーリーでは、パーカー・ロビンス/フードがいくつかのジェムを盗むが、残りのジェムを使用されたことで敗れた。その後イルミナティは、別の宇宙が自分たちの宇宙へと崩壊するのを阻止するために6つの主要なジェムを使ったが、その代償としてガントレットと、タイム・ジェムを除くすべてのジェムが破壊された。その後、消えていたタイム・ジェムがスティーブ・ロジャース/キャプテン・アメリカとアベンジャーズの前に現れ、彼らを未来の現実に転送し、その過程で時間を粉砕した。
インカージョンの結果、多元宇宙全体が破壊された。しかしドクター・ドゥームは複数の別世界の断片を“バトルワールド”に統合した。ガントレットはその後ティ・チャラ/ブラックパンサーに奪われ、リード・リチャーズ/ミスター・ファンタスティックが彼の動力源を破壊するまで、ビヨンダーに強化されたドゥームを封じ込めるために使われた。
新たに再現されたマルチバースと共にジェムもまたインフィニティ・ストーンとして再現され、各々の色が入れ替わったり、一部がカットされていないインゴットの形になったりして宇宙に散らばった。『マーベル・レガシー』第1号では、スペース・ストーン（現在はインフィニティ・ストーン）が登場し、ロキの手下であるフロスト・ジャイアントが“S.H.I.E.L.D.”の倉庫からこのストーンを盗み出すが、復活したローガン/ウルヴァリンに阻止され倒された。ノヴァ・コープス”によって保護されている特大のパワー・ストーン（現在は紫色）はピーター・クイル/スター・ロードが発見し、リアリティ・ストーン（現在は赤）は別世界のクイルであるピーター・クイル/スターキルが所持している。タイム・ストーン（現在は緑色）の欠片は未来のゴーストライダーが所有していることが明らかになるが、現在では完全な状態のストーンは廃墟と化した惑星“サカール”を修復し、スーパー・スクラルがその所有権を主張している。マインド・ストーン（現在は黄色）は地球で小悪党のターク・バレットの手中にあるのを発見され、そしてソウル・ストーン（現在はオレンジ色）はアダム・ウォーロックの暗黒面であるマグスの手中にあると言及された。しかし、ウルトロンは彼を待ち伏せして殺害した後、それを要求し。各ストーンはそれぞれの中に“ポケット・ユニバース”が存在することが示された。後にロキは、ストーンの起源が“セレスティアルズ”が住む原初の宇宙にあり、無数のインフィニティ・ストーンを守り、宇宙のエネルギーを注入して多元宇宙のさまざまな現実に届けていることを知る。ウォーロックは後にソウル・ストーンを使い、他のストーンに感覚を与え、使い手を選べるようにした。
近年サノスはデスを新たなストーンに閉じ込め、その過程でデス・ストーンを生み出した。この石は他の石と同様にすぐ宿主を選び、フィル・コールソンを復活させ、生物学的レベルで彼と結びついた。コールソンは、他のストーンを持つ者たちを訓練することを自分の使命とし、既成の悪党、無能なヒーロー、利己的な日和見主義者からなる有象無象の者たちを、最強のチームに変えることを望んでいる。
現在、コールソンは現在のストーンを持つ者たちでチームを編成し、各世界のインフィニティ・ストーンを食べ尽くし、完全に破壊されたまま、現実間を移動する宇宙捕食者のアペイロンとの戦いに導こうとしている。だがチームは瞬く間に圧倒され、ザヴァラが助けに入った時だけ死の危機から救われた。ザヴァラは、自分の現実に存在するすべての魂を吸収し、自分の体の中で破壊から守ることで人々を救ったこと、そしてストーンを持つ者がどんな現実にいてもその力を維持できると明かした。ストーンは各現実の基本的な力を具現化し、命令するものであるため、それ自体では、その現実でのみ使用できる。別の現実で使おうとしても無駄であり、最悪の場合、ストーンを破壊してしまうことさえある。しかし、生命体との結合はこの弱点を取り除くと言われる。更にザヴァラは、“ストーン・ベアラー”は多元宇宙では珍しい存在であり、特にアペイロンに追い詰められ、食べられてしまうからだと明かす。アペイロンが殺せるのは、すべてのストーンが一体となって鍛えた特殊な鋼だけであり、ザヴァラの剣は、この金属が主流の現実に存在する唯一の例である。インフィニティ・ストーンはインフィニティ・ウォッチに作ることを教えることができるが、それは彼の計画に従う場合に限られる。もしインフィニティ・ストーンがこの計画に同意しないなら、ザヴァラは彼らを殺し、ストーンを自分のものにするつもりだ。

## 解説
それぞれのジェムは小さな楕円形をしており、ジェムを1つ所持することで、そのジェムが象徴する存在の側面を操ることができる。使用者がジェムの潜在能力を完全に引き出すことができれば、使用者はジェムの側面を完全にコントロールできるようになり、例えば、1つ以上のジェムが直径数フィートのピンクの球体として現れたことが2度あるほか、別の機会には通常時とは異なる色に変色したことがあり、ウルトラヴァースでは、ネメシスという元の姿に合体した後、ウルトラフォースとアベンジャーズとの戦いの後、ジェムは再び分離した。そしてマーベル・レガシーの一環として、6つのジェムはインフィニティ・ストーンズとして知られるようになり、マーベル・シネマティック・ユニバースのインフィニティ・ストーンと同じ色に変更された。更にサノスはデス・ストーンを作り、その中にデスを封じ込めた。
7つのインフィニティ・ストーンには以下のものが含まれる
| 名称       | 色                        | 色                                    | 力・資格 | 使用者 | ポケット・ユニバース （2018〜現在）                                                                                        |
| 名称       | オリジナル （1972〜2016） | 『マーベル・レガシー』 （2017〜現在） | 力・資格 | 使用者 | ポケット・ユニバース （2018〜現在）                                                                                        |
| ---------- | ------------------------- | ------------------------------------- | --- | --- | --- |
| マインド   | 青                        | 黄                                    | 普遍的な潜在意識の現れであるこのジェムの使用者は精神とサイオニック能力を強化し、他の存在の思考や夢にアクセスすることができる。パワー・ジェムに支えられている状態で潜在能力をフルに発揮すると、同時に存在するすべての心もアクセスすることができる。         | アイアンマン グランドマスター サノス ネビュラ アダム・ウォーロック ムーンドラゴン マグス ルネ プライムイーヴル ギャラクタス プロフェッサーX フード ミズ・マーベル ビースト ターク・バレット レクイエム カマラ・カーン ロキ ヴィジョン ワールドマインド コリーン・ウィング | マインドスケープ：使用者が想像したり夢見たりするものを何でも現実にすることができる。スリープウォーカーが支配する。         |
| パワー     | 赤                        | 紫                                    | 使用者はあらゆる形態のエネルギーと力にアクセスし、操作することができるほか、体力、耐久力、既存の能力を増強し、他の5つのジェムの効果を高められる。フルポテンシャルでは万能と言っても過言で無い力を与える。                                                  | アイアンマン チャンピオン・オブ・ザ・ユニバース サノス ネビュラ アダム・ウォーロック ドラックス・ザ・デストロイヤー ソー マグス ルネ ロード・パンプキン ギャラクタス シー・ハルク タイタニア ミスター・ファンタスティック フード レッド・ハルク Xiambor サブマリナー ジャガーノート ノヴァ・コープ スター・ロード レクイエム エマ・フロスト ロキ ロナン・ジ・アキューザー エイペックス | アリーナ：ヒーローたちが力比べをするコロッセオのような場所。コズミック・パワーの体現者であるダイナマスが支配する。         |
| リアリティ | 黄                        | 赤                                    | 使用者の願いを叶え、科学的法則に反するほどの不可能なことも可能にする。他の5つのジェムに支えられている状態で潜在能力をフルに発揮すると、使用者が普遍的な規模で現実を変えることを可能にする。                                                                | アイアンマン ストレンジャー コレクター サノス ネビュラ アダム・ウォーロック ルネ ナイトマン ギャラクタス ブラックボルト フード ブラック・ウィドウ ヴィジョン キャロル・ダンバース レクイエム 征服者カーン ロキ リプリー・ライアン | ワールドプール：無限に存在する別の宇宙にアクセスするために使われる。マルチバースの記録者であるアーキヴァスが支配している。 |
| ソウル     | 緑                        | 橙                                    | 使用者は生者と死者の両方の魂を盗み、操り、変化させることができるほか、ポケット宇宙への入り口としても機能する。パワー・ジェムに支えられると、宇宙のすべての生命をコントロールすることまで可能。                                                             | アイアンマン ハイ・エヴォリューショナリー アダム・ウォーロック ガーデナー イン・ビトゥイーナー サノス ネビュラ マグス ドクター・ストレンジ ウルトロン ヘンリー・ピム レクイエム ロキ マルチチュード | ソウル・ワールド：失われた魂が最後に眠る場所。ソウルイーター・デヴォンドラが支配する。                                     |
| スペース   | 紫                        | 青                                    | あらゆる場所に存在し、現実のどこにでも使用者や他者、物体をワープ・再配置・テレポート・加速させられるほか、物体間の距離を変化することができる。パワー・ジェムに支えられるとその潜在能力をフルに発揮し、まさに万能の力を得られる。                           | アイアンマン ランナー サノス ネビュラ アダム・ウォーロック ピップ・ザ・トロール フード ウルヴァリン ブラック・ウィドウ レクイエム ブラックボルト ロキ クァンタム | ヴァスト：果てしなく広がる空虚な存在。支配者は不明。                                                                       |
| タイム     | 橙                        | 緑                                    | 過去と未来の見通しや改変、時間の流れの停止・低速化・加速、逆行、タイムトラベル、使用者の年齢の変化、タイムループに人々や宇宙全体を閉じ込めることなどができる。パワー・ジェムに支えられたフルポテンシャルでは全知を与え、過去、現在、未来を完全に支配する。 | アイアンマン ガーデナー サノス ネビュラ アダム・ウォーロック ガモーラ ドクター・ストレンジ マクサム マグス ルネ ハードケース ギャラクタス サブマリナー ソー ミスター・ファンタスティック ロッキード ブラック・ウィドウ クラート レクイエム アントマン ロキ オーバータイム | エリプシス：時間の流れを操る。支配者は不明。                                                                               |
| デス       | -                         | 黒                                    | サノスがデスを幽閉して作った人工石。ダークエネルギーを放出し、他者を徐々に殺すことができる。 | サノス フィル・コールソン | エボン・ワールド：死の領域としても知られる次元。デスは亡者の魂を支配している。                                             |

### 追加のジェム（ストーン）
クロスオーバー・メディアやマーベル・ユニバース以外の別世界に新登場したジェム（ストーン）。
| 名称               | 色 | 力・資格 | 使用者                                         |
| ------------------ | -- | --- | ---------------------------------------------- |
| エゴ               | 白 | コズミック・エンティティのネメシスの意識を含み、他の6つのジェムと一体化したときに彼女を再現するジェム。『ウルトラヴァース』で、ロキが他の6つのジェムを盗もうとしたときに発見された。 | セルシ ネメシス                                |
| デス               | 黄 | アンウェン・バキアンがリアリティ・ストーンを用いて作成したストーン。『インフィニティ・ガントレット』（2015年）に登場し、サノスを殺すために使用された。                               | アンウェン・バキアン サノス フィル・コールソン |
| コンティニュイティ | 黒 | マーベル・ユニバースの連続性を完全にコントロールすることを可能にするストーン。『デッドプール』に登場した。                                                                           | デッドプール                                   |

## その他のバージョン

### カウンシル・オブ・リーズ
アース616のリード・リチャーズは、「すべてを解決」しようと“オルタネイト・ユニバース”の評議会と会合を開き、そのうちの3人は“インフィニティ・ガントレット”を身に着けており、彼らはガントレットがそれぞれの出身宇宙でのみ機能することを知る。

### 『コンテスト・オブ・チャンピオンズ』
『コンテスト・オブ・チャンピオンズ』のミニシリーズでは、別バージョンのトニー・スタークがリアリティ・ジェムを使ってスーパーヒーロー同士の内乱に勝利し、大統領選挙の結果に影響を与えた。バトルワールドでジェムを使おうとしたとき、彼はマエストロに殺された。

### 『ヒーローズ・リボーン』
ミニシリーズ『ヒーローズ・リボーン』では、ジェムがサノスの手中にあり、サノスはそれを“インフィニティ・リング”に収めている。

### 『ニューアベンジャーズ』
『インカージョン』では、“ジャスティス・リーグ”の紛い物が存在するパラレルアースにおいて、ジェムはすべて“フォーエバー・ガラス”の正方形の平面であり、ジェムと“コズミック・キューブ”が合わさった“ウィッシング・キューブ”に組み立てられる。

### 『シークレット・ウォーズ』
様々な別の宇宙がバトルワールドに統合された後、ドクター・ストレンジは他の宇宙からインフィニティ・ジェムを集め、ドゥームが宮殿を建てた地域で機能する新しいインフィニティ・ガントレットを作る。ストレンジは、ガントレットを信頼できる人物が現れるまで隠したままにしておく。彼の死後、ガントレットはティ・チャラの手に渡り、最終決戦でドゥームに使用した 。
バトルワールドの別区画である“ニュー・ザンダー”にもガントレットがあり、リアリティ・ストーンを除くストーンの大半がサノスに奪われるまで、複数の派閥によって争奪戦が繰り広げられた。サノスは最終的に、ノヴァ軍団のメンバーであるアンウェン・バキアンのもとへ消えたストーンを届ける。ストーンを手に入れようとサノスがアンウェンに詰め寄ると、アンウェンはデス・ストーン彼女が作ったリアリティ・ストーンの複製をサノスに渡した。他の5つの石とともに使用されると、デス・ストーンはサノスを黒い物質で腐敗させ、塵に変えてしまう。

### 『アルティメット・マーベル』
『アルティメット・マーベル』の世界では、“Project Pegasus”にインフィニティ・ガントレットが登場する。“ヒドラ”によって盗まれたマインド・ジェムは、ソーの息子のモディによってフルーム長官とキャシー・ラングを操るために使われるが、“アルティメッツ”によって阻止された。パワー・ジェムは後に元S.H.I.E.L.D.エージェントの京田小百合が所持していることが明らかになり、2つ目のインフィニティ・ガントレットはソーとスーザン・ストームによって“A.I.M.”の基地から回収された。征服者カーンは後にハルク、リチャーズ、クイックシルバーと同盟を組み、2つのガントレットを盗み出す計画の一環として“トリスケリオン”を破壊する。クイックシルバーはさらに2つのジェムを回収し、ヴィランたちがテレポートで逃げることを可能にした。その後、リチャーズはもう1つのジェムを回収することに成功したが、それはスタークの脳に刺さっていることを発見。彼はスタークに宇宙全体を破壊する大変動から世界を救うにはインフィニティ・ジェムが必要だと告げ、ジョニー・ストームを洗脳し、地球の核に強制的に移動させた後、“ダーク・アルティメッツ”は最後の宝石を回収したが、アルティメッツに倒された。その後ジェムは砕け散り、ガントレットは使えなくなる。

### 『ホワット・イフ?』
ドクター・ドゥームがビヨンダーの力を保持していた宇宙において、ドゥームはエルダーズ・オブ・ユニバースたちからジェムを手に入れ、407年に及ぶ戦争でセレスティアルズを打ち負かすためにそれらを使用したが、最終的にその力を捨てた。
オリジナルの“ファンタスティック・フォー”が命を落とした別の宇宙では、スパイダーマン、ハルク、ウルヴァリン、ゴーストライダーからなる新しいファンタスティック・フォーが結成され、後にゴーストライダーの代わりにアイアンマンが加わり、彼らはサノスが最初にインフィニティ・ガントレットを組み立てたときに戦える唯一のヒーローとなった。アイアンマンが“ネガティブゾーン”で強化された“セレスティアル・アーマー”を使用していたにもかかわらず、サノスはいとも簡単にチームを敗った。ウルヴァリンがサノスを騙してメフィストの存在を消し去ってからサノスの左腕を切断したところ、スパイダーマンなガントレットを使ってサノスが神格化された出来事を取り消した。

## MCU版
『マーベル・シネマティック・ユニバース』においては、「インフィニティ・ストーン（Infinity Stones） 」と呼ばれ、その色が変更されている。これらの変更は後に原作コミックに適応された。 

### 概要
「空間（Space）」「精神（Mind）」「現実（Reality）」「力（Power）」「時間（Time）」「魂（Soul）」という6つの異なる概念を司るエネルギーの結晶石。宇宙が生まれる前に存在した6つの特異点が、ビッグバンによる宇宙創生時に変化し誕生した。それぞれが想像を絶するほどの比類なき力を秘めており、ストーンをそのままの状態で複数手にした者は常人では死に至るほどのエネルギーが身体に流れ込んでしまう。太古には「セレスティアル」に利用され、複数の星々を制圧したが、その強大な力を恐れた先人たちによってストーンは宇宙の各地に散りばめられた。そして発見した者たちの手でさまざまなアイテムや物質に収納・変換されることになり、それ以降、ストーンの力は幾多の事件や戦闘に関与してきたため、各々の所在地や所有者は頻繁に変遷している。
また、6つのストーンを手にした者は、その状態で「指を鳴らすだけで全宇宙の生命体の半数を塵に変え消滅させることができる」と言われる。もう一度同じ条件で同じ動作を行うことで、ストーンの力で消滅させた生命体を全て復活させることも可能。さらにトニー・スターク/アイアンマンは、サノスとの決戦で、6つのストーンを手にした状態で指を鳴らし、サノスの軍団のみを消滅させたが、ストーンを手にした者の意向で特定の対象だけを消滅させることができるかどうかは具体的には不明。

#### スペース・ストーン［青◆]（Space Stone）
登場作品：『マイティ・ソー』、『キャプテン・アメリカ/ザ・ファースト・アベンジャー』、『アベンジャーズ』、『マイティ・ソー バトルロイヤル』、『キャプテン・マーベル』、『アベンジャーズ/インフィニティ・ウォー』、『アベンジャーズ/エンドゲーム』、『ロキ』
外殻 - テッセラクト（Tesseract）
性質・活用
「テッセラクト」と呼ばれる青白い立方体の中に納められた青色の石。比類なきエネルギーや微弱なガンマ線を発し、空間を司って使用者を宇宙のあらゆる場所へテレポートさせることが可能。
後述のとおり、地球ではこのストーンの力をエネルギー源とする実験が数回行われており、そのためかフューリーはテッセラクトをバッテリーのようなものと考え、その全容を熟知していなかったが、サノスは入手したストーンの力を理解すると単純なテレポートに限らず、念動力のように物体を動かしたり、他のストーンの能力を遠く離れた場所に伝播させるなど、ヒーローたちとの戦闘において補佐役として効果的に使用した。
来歴
遥か昔の地球で、ヨトゥンヘイムの氷の巨人との戦いを終えたオーディンによって地球に残されて以来、ノルウェーのトンスベルグの教会の管理者たちによって数百年間も密かに隠されてきた。
大戦中にテッセラクトを求めてトンスベルグへ侵攻してきたシュミットに強奪されてから、ヒドラは研究と実験の末にテッセラクトのエネルギーをバッテリーに転移させることに成功し、それを大量生産することで新型の兵器を完成させた。だが、テッセラクトを搭載した大型爆撃機“ワルキューレ”内部でのスティーブとの決戦で、テッセラクトを直接掴んだシュミットは、宇宙の遥か彼方の惑星“ヴォーミア”へと転送され、転送後にテッセラクトは海へと沈んだ。終戦直後に、消息不明となったスティーブを捜索するハワードに海から引き上げられ、S.H.I.E.L.D.が保管する。
それから44年後、テッセラクトはアメリカ空軍とNASAによる“ペガサス計画”で使用するためにマー・ベルに預けられ、彼女とキャロルがストーンのエネルギーを転移して試作されたライトスピード・エンジン搭載機の飛行実験に成功するも、スターフォースの介入でテスト機が撃墜・大破してしまい、その直後にキャロルがエンジンの爆発で放たれたエネルギーを浴びて超人的な身体能力を得る。その後6年に渡り、マー・ベルのラボに匿われていたスクラル人が保管していたが、グースが飲み込んだ後に吐き出し、S.H.I.E.L.D.によって再び厳重に保管される。
そして現代、フューリーはこれの運用実験である“P.E.G.A.S.U.S.計画”をNASAと共同で行い、かつてのヒドラと同様に、これを最新の強力兵器のエネルギーとして応用するために加速器に搭載し研究していたが、これを狙ったサノスの手で外宇宙からテッセラクトを活性化させられ、先遣役のロキが地球に送り込まれた。ロキはテッセラクトを奪取し、支配下に置いたエリック・セルヴィグにこれを動力源としたワームホール発生装置を作らせ、チタウリをニューヨークへと呼び寄せた。 だが最終的にアベンジャーズに奪還され、ニューヨーク決戦の後、ブルースとセルヴィグにカプセルへ収められてソーに託されると、ロキを伴ってアスガルドへと持ち帰られ、ロキとの戦いで破壊されたビフレストの修復に用いられた。ビフレストの修復が完了した後は、王宮の武器庫へと厳重に保管された。
後にヘラがアスガルドに帰郷した際に武器庫で発見するが、彼女は「まあまあね」と評しただけで一切興味を示さず、“ラグナロク”によってアスガルドが滅びる直前にロキが武器庫から密かに持ち出し、保有する。
しかし、このことがサノスらを誘き寄せ、アスガルド人が半滅する遠因となってしまう。サノスはロキから奪取したテッセラクトを割ると、中身のストーンをインフィニティ・ガントレットに収めた。これにより、サノスは残り4つのストーンの在りかへ迅速に移動できるようになった。
サノスの“デシメーション”を免れたヒーローたちが“タイム泥棒”を展開した際には、ニューヨーク決戦後のスターク・タワーに潜入したトニーとスコットがテッセラクトを盗もうとするも失敗。そこでトニーは、咄嗟の思いつきで1970年にタイムスリップすることを提案し、スティーブと共に当時の“キャンプ・リーハイ”に潜入してテッセラクトの回収に成功した。

#### マインド・ストーン［黄◆］（Mind Stone）
登場作品：『アベンジャーズ』、『キャプテン・アメリカ/ウィンター・ソルジャー』、『アベンジャーズ/エイジ・オブ・ウルトロン』、『シビル・ウォー/キャプテン・アメリカ』、『アベンジャーズ/インフィニティ・ウォー』、『アベンジャーズ/エンドゲーム』、『ワンダヴィジョン』、『ロキ』
外殻 - セプター（Scepter）
性質・活用
「セプター」と呼ばれる槍・杖の先端、青い容器の中に内包されている黄色の石。
思考・精神を司る力を持ち、人の心を操ったり、意識や潜在能力などを高い領域に上げることで精神を強化する。このストーンもガンマ線を発しており、その数値はセルヴィグが記録したテッセラクトのものと一致する。ストーンそのものが非常に高度なプログラムを形成しており、人間の心や頭脳に似た動作を行っている。
外殻のセプターは、握り手である柄が伸縮し、鋭い穂先で敵を突き刺し、青い光弾を放つ武器として使用できるほか、軽く突き当てた相手を洗脳し、使用者の支配下に置くことが可能。さらに所有者の手を離れていても、周囲にいる者の精神状態を不安定にする能力も秘めている。
セプターもニューヨーク決戦後、テッセラクト/スペース・ストーンのように地球人たちの手で研究・実験が行われ、その結果バロン・ストラッカー率いるヒドラは“ウルトロン”のベースとなった人工知能や新武装を開発し、実験台に志願したピエトロとワンダのマキシモフ兄妹に超能力を与えて強化人間に変化させた。また、ストーン単体を与えられて誕生した究極の人造人間“ヴィジョン”も、ストーンの力により多彩な超常的能力を駆使するようになる。
来歴
地球侵攻とテッセラクト奪取を目論むサノスの側近のジ・アザーから先遣役を務めるロキに与えられ、彼はこれを武器や洗脳のための道具として行使し、S.H.I.E.L.D.の兵士たちに猛威を振るい、クリントやセルヴィグたちを支配下に置いた。ロキの手元を離れていた際には、ヒーローたちとフューリーの精神を乱して彼らの口論を助長していた。
ニューヨーク決戦ではナターシャがワームホール発生装置を停止させるために使用し、S.H.I.E.L.D.に回収される。
しかし、実際はヒドラの管理下に置かれ、リヴァイアサンとともに解析・研究がなされていた。これによりストラッカーは、前述の成果を生み出した。
ソコヴィアでのヒドラ戦でアベンジャーズが奪取し、トニーとブルースは解析すると共に、ストラッカーが遺したデータとストーン内部にあった人工知能を使い、平和維持プログラムとしてのウルトロンの完成を目指す。だが、ストーン由来のコードがそのプログラムに自我を与え、ウルトロンは悪質な存在として覚醒し、セプターを奪還。後にヘレン・チョがこれで洗脳されることとなった。そしてウルトロンによって、内包されていたストーンが取り出され、チョに造らせた新たなヴィブラニウム製の人工肉体の額に埋め込まれた。だが、この人工肉体はアベンジャーズに奪取され、トニーとブルースがJ.A.R.V.I.S.を移植し、ソーがムジョルニアの雷撃を浴びせたことにより、ヴィジョンが誕生。これ以降、ストーンはヴィジョンが所有者となる。
サノスがストーンを自らの手で集め始めると、ヴィジョンはサノスらに狙われるようになり、ブラック・オーダーのコーヴァス・グレイヴにストーンを一度奪われかけた。そこでヴィジョンは、スティーブたちの提案により、ワカンダでストーンの分離手術をシュリから受けるが、コーヴァスの介入で失敗。ワンダが苦心の末にヴィジョンごとストーンを消滅させるも、サノスはヴィジョンを弱った状態で再生させ、彼の額からストーンを剥ぎ取り、6つのストーンを全て揃えた。
タイム泥棒作戦時には、ニューヨーク決戦後のスターク・タワーに潜入したスティーブが、当時の自身との格闘戦を制してセプターの回収に成功した。
ワンダがカオス・マジックで創造したヴィジョンの額にも、このストーンと酷似したものが埋まっており、このヴィジョンもオリジナルのヴィジョンと同等の超常的能力を駆使している。

#### リアリティ・ストーン［赤◆］（Reality Stone）
登場作品：『マイティ・ソー/ダーク・ワールド』、『アベンジャーズ/インフィニティ・ウォー』、『アベンジャーズ/エンドゲーム』、『ロキ』
別名 - エーテル（Aether）
性質・活用
「エーテル」と呼ばれる、真紅の液体のような不定形物質。唯一石の形状をとっていないストーンである。
現実を司る力を持ち、他の生き物の体内に寄生して、宿主の生命力を吸収し強大となる代わりに、宿主に現実を歪め、あらゆる物質を「暗黒物質（ダークマター）」に変えてしまう力を与える。宿主に寄生した状態でもこの物質は、自身を守るようにひとりでに暴発することもある。更にその性質からソーのムジョルニアをもってしても、ストーンの完全破壊は極めて困難である。
マレキスはこの力を現実世界の全てを暗黒物質へ変えるためのものとしてのほかに、直接の攻撃手段の念力としても行使するが、マレキスは力の全てを使い切る前に倒された。サノスはインフィニティ・ガントレットに収めた状態でこのストーンを支配下に置き、その特性を用いて質量がある幻影を多数の人間に見せたり、相手の攻撃や行動などを歪めて別のものに変換するなどの不可思議な使用法をとる。
来歴
5000年前の惑星直列の際に、エーテルの力でマレキスが暗黒世界を築こうとするも、エーテルはボー率いるアスガルド軍に奪取され、ダーク・エルフの敗走後、その力を危惧したボーによってアスガルドの地底深くに置かれた。それから5000年後の現代、惑星直列の影響で世界の境目を通ってエーテルの封印場所にワープしたジェーン・フォスターが触れてしまったことで、エーテルは彼女の体内に寄生した。一時的に取り込んでいたジェーンは終始その力の暴発に翻弄され、生命エネルギーを吸収されるなど全くコントロールできず、復活したマレキスは紆余曲折の末にこれをジェーンから分離させて取り戻し、ソーとの戦闘の中で九つの世界を再び暗闇に包もうとした。マレキスの死後、エーテルはアスガルド人に回収されるも、すでにテッセラクトを保管しているアスガルドへ置くことを危惧したヴォルスタッグたちによって専用の容器に収められて、採掘コロニーの“ノーウェア”に住むタニリーア・ティヴァン/コレクターの元へ運ばれ、彼のコレクションとして保管された。
ウルトロンとの戦いの時期に、ソーは洞察の泉に入ったことで、エーテルが凝固するように赤い石へと変化するビジョンを見ている。
サノスが自らストーンを集め始めていることを知ったガーディアンズは、ティヴァンがエーテルを所有していることをソーから知らされ、ノーウェアに向かったが、彼らが到着した時には既にサノスがティヴァンからストーンを強奪し、ノーウェアを廃墟に変えていた。
タイム泥棒時には、ダーク・エルフ侵攻直前のアスガルドに、ソーと共にタイムスリップしたロケットが、宮殿に匿われていたジェーンに寄生していたエーテルを吸引し、回収することに成功する。

#### パワー・ストーン［紫◆］（Power Stone）
登場作品：『ガーディアンズ・オブ・ギャラクシー』、『アベンジャーズ/インフィニティ・ウォー』、『アベンジャーズ/エンドゲーム』、『ロキ』
外殻 - オーブ（Orb）
性質・活用
「オーブ」と呼ばれる網状の模様が入った金属製の特殊な球体の中に納められている紫色の石。力を司り、使用者の身体能力を大幅に強化する。内部がパズルのようなオーブ本体は、ストーンを収めて携行するための容器に過ぎないが、ストーンそのものは強大な紫色のエネルギーを発しており、並大抵の人間はまともに触れることすらできず、接触した瞬間に焼き尽くされ消滅してしまう。反面、制御できた者は黒煙が発生し、苦しみながらも一撃で惑星一つは疎か、全てを破壊する程の無限のパワーを得られる。
ロナンもサノスもこのストーンを得ると、メインの戦力としてその力を行使し、ヒーローたちを苦しめる。また、クイルもストーンを素手で触れて焼き尽くされかけるも、制御に成功した。
来歴
かつて古代のセレスティアルである“エソン・ザ・サーチャー”が巨大杖に埋め込んで使用し、杖の石突が地表に触れただけでその惑星は住人もろとも消滅した。その後も複数の人物が一時的にストーンを共有して行使しようとしたが、すぐに焼き尽くされたという。それから数千年後の現代、廃墟の惑星“モラグ”の寺院からクイルが発掘して盗み出したが、それを知ったラヴェジャーズやロナンらもこれを手にしようとクイルたちを追い続け、その結果ロナンによって奪われてしまう。ロナンもコスミ・ロッドに埋め込み、仇敵である惑星“ザンダー”の破壊とサノスの抹殺のために利用しようとした。しかしガーディアンズたちとの激戦の末クイルが奪還・使用し、ロナンを撃破した。そして、ストーン本体はガーディアンズによって新しい容器に収められた後にガーディアンズによってノバ軍に引き渡され、ノバ軍が所有する保管庫へと厳重に収納された。
その後長らく登場していなかったが、サノスがスペース・ストーンを奪うためにステイツマンに現れた時点で、既に最初に入手したストーンとしてガントレットに収められていた。
タイム泥棒時には、ローディとネビュラが9年前のモラグにタイムスリップし、寺院に入る直前のクイルを気絶させてオーブを回収することに成功するが、ここから当時のサノスの軍団が現代にタイムスリップするきっかけを生んでしまう。

#### タイム・ストーン［緑◆］（Time Stone）
登場作品：『ドクター・ストレンジ』、『マイティ・ソー/バトルロイヤル』、『アベンジャーズ/インフィニティ・ウォー』、『アベンジャーズ/エンドゲーム』、『ロキ』
外殻 - アガモットの目（Eye of Agamotto）
性質・活用
レリックの一つである「アガモットの目」に納められた緑色の石。時間を司り、時間の流れそのものを逆行・停止・進行させる力を有している。
外殻のアガモットの目は首飾りとして携行され、エンシェント・ワンの蔵書を読み解かなければ使用出来ないほどの難解な呪文で保護されている。魔術師によって使用される際には、ペンダント本体部分が駆動して内部のストーンが露出・発光し、独特の緑色の魔法円が展開する。使用する魔術師によって、任意の人物や場所などを、操る時間に干渉されないよう処置することも可能。ウォンが「この力は自然の法則に反する」と危惧するだけあって、このレリックを不用意に操ると、「時間の分岐」「次元の開き」「空間パラドックス」「タイムループ」などを不安定化させ、使用者自身が意図せずに自身を消滅させてしまうこともあるほど、非常に高い危険性を孕んでいる。
来歴
古代に至高の魔術師（ソーサラー・スプリーム）の初代であるアガモットによって作られたアガモットの目は、現代において“カマー・タージ”内にある3ヶ所の“サンクタム・サンクトラム”へ繋がる扉の間の台の上に展示されるように置かれ、ウォンが厳重に管理していた。しかし魔術の修行にのめり込むストレンジが持ち前の瞬間記憶力で蔵書の内容を理解してアガモットの目を持ち出し、これを用いた魔術を試す。その後ゼロッツの襲撃を受け、ストレンジが成り行きでそのまま持ち歩くことになり、ゼロッツとの決戦にその力を用いた。破壊された香港の町や犠牲になった人々を救うために世界全体の時間を巻き戻し、暗黒次元の王“ドルマムゥ”との交渉では無限タイムループを作り上げ、ストレンジ本人の敗北を起点に時間を永遠に繰り返し続けた。ドルマムゥとゼロッツの撃退後は、カマー・タージに戻された。
ソーと出会った頃には、ストレンジはストーンの守護に命を賭すことを誓ってアガモットの目の正式な所有者となり、首に提げている。そのためサノスがストーンを自らの手で集め始めると、ストレンジはブラック・オーダーのエボニー・マウの襲撃を受け、地球から拉致されてしまうが、トニーとピーターの助けにより一度はアガモットの目を死守した。そしてストレンジは、サノスに勝てる未来を見るために使用し、時を超えて1400万605通りの可能性からそれを探り出した。ストレンジはサノスとの激戦中にアガモットの目からストーンを抜き取って隠し持つも、それを見抜いたサノスがアガモットの目を握り砕き、トニーを追い詰めると、ストレンジはトニーの命と引き換えにストーンをサノスへと差し出し、ストーンはガントレットへと収められた。その後、サノスはヴィジョンと共に破壊されたマインド・ストーンの復元に用いている。
タイム泥棒時には、ブルースがニューヨーク決戦時のサンクタム・サンクトラムを訪ね、アガモットの目を首に提げながらチタウリを蹴散らしていたエンシェント・ワンにストーンの貸与を懇願。エンシェント・ワンはストーンを守護する使命感から拒否するも、ブルースからストレンジが未来で自らストーンをサノスに渡したことを聞かされると、アガモットの目を開いてブルースにストーンを貸与する。

#### ソウル・ストーン［橙◆］（Soul Stone）
登場作品：『アベンジャーズ/インフィニティ・ウォー』、『アベンジャーズ/エンドゲーム』、『ロキ』
外殻 - なし
性質・活用
魂を司る力を持つ橙色の石。6つのインフィニティ・ストーンの中で最も強力かつ特別な力を持つらしいが、その力は未知数であり、未だ謎が多いストーンでもある。また、このストーンにはある種の知恵があり、持ち主となる者がストーンの力を十分に理解することを望んでおり、その持ち主となる者を見極めるという。
惑星ヴォーミアに眠っており、このストーンの入手を望む者は、愛する者の魂をヴォーミアで犠牲にしなければならないと言われ、それを遂げた者は、上空に開いたワームホールに吸引され、眼前にストーンが出現し、手にすることができる。テッセラクトに触れたことによってヴォーミアに転送されたシュミットは、このストーンの性質を熟知し、守護するストーン・キーパーとなっていた。
経緯は不明だがサノスはこのストーンが持つ能力について理解しており、タイタンでの戦いではパワー・ストーンと併用してストレンジの分身を消滅させている。
来歴
リアリティ・ストーンを入手し、ガモーラを一度連れ帰ったサノスは、捕らえていたネビュラを痛めつけてガモーラからヴォーミアにストーンが存在することを白状させ、彼女を伴って現地にテレポートした。そこでシュミットからストーンの入手方法を知らされると、ガモーラを犠牲にし、出現したストーンを手に入れた。
全宇宙の生命の半分の消滅が始まった直後、サノスはストーンの内側の世界に引きずり込まれ、幼き頃のガモーラの魂と対話をしている。
タイム泥棒時には、ナターシャとクリントがヴォーミアを来訪し、シュミットからストーンの入手方法を知らされると2人は、互いの生命を尊重し、身の投げ合いを繰り広げてしまうが、結果ナターシャが犠牲になり、クリントはストーンを手にした。

### 結末
全宇宙の均衡を保つことを目標に掲げるサノスは、全てのストーンを左手にはめたインフィニティ・ガントレットに収め、“デシメーション”を遂げた。その直後に、惑星“ガーデン”にワープしたサノスは、手元に残ったストーンを奪われて利用されないようにストーンを全て破棄するも、デシメーションを免れたヒーローの数名に破棄時のエネルギーを探知されて奇襲を受け、サノスは倒される。
その5年後にスコットが量子世界から奇跡的に帰還したことがきっかけになり、ヒーローたちはタイム泥棒作戦を展開。過去の時代から各ストーンを入手して現代に持ち帰り、6つのストーンを新開発した“ナノ・ガントレット”に収めて、ブルースが指をはじいたことで、消滅してしまった半分の生命体を復活させることに成功した。
しかし、過去のサノスの群勢が現代に現れ、6つのストーンを巡って大規模な争奪戦が繰り広げられた。その結果、トニーが6つのストーンの力を用いてサノスの群勢を消滅させるも、その力に耐えきれなかったトニーは息を引き取った。
そして6つのストーンは、量子トンネルで旅立ったスティーブによって各々の時代に返還されることになる。

### その他
TVA本部では、その不可思議な性質によって複数個存在しているだけでなく、その特殊能力を発揮できない状態となっており、TVA職員のケイシーも自分のデスクの引き出しに複数個を無造作にしまい込み、彼によるとほかの職員の中には文鎮代わりに使っている者もいるという。TVA本部に連行されたロキが所有していたテッセラクトも、その輝きが薄くなり、使い物にならなくなる。

## その他のメディア

### テレビアニメ
- 『スーパー・ヒーロー・ギャング』：本作においてのインフィニティ・ジェムは“インフィニティ・ソード”という名称の武器として登場。アイアンマンとドクター・ドゥームがソードを奪おうとして破壊した後、シリーズの第1シーズンでは、ドクター・ドゥームの“リーサル・レギオン”よりも先に、主人公の部隊が剣の破片“インフィニティ・フラクタル”を回収する。ドゥームはインフィニティ・ソードを再構築する間、シルバーサーファーは剣を宇宙へ持ち出す前にインフィニティ・ガントレットなしでは役に立たないと告げる。第2シーズンでは、サノスがインフィニティ・ガントレットのためにジェムを集めようとするが、剣によってダーク・サーファーへと堕落したシルバーサーファーが完成したガントレットを彼から盗み出す。“スーパー・ヒーロー・スクワッド”がダーク・サーファーを倒した後、ジェムとソードは破壊され、宇宙全体にインフィニティ・フラクタルが飛び散る。
- 『アベンジャーズ・アッセンブル』：インフィニティ・ガントレットと5つのインフィニティ・ストーンが登場。ストーンのうち、ソウル・ストーンはアダム・ウォーロックが所持している。また、本作のインフィニティ・ガントレットには5つのストーンのスロットがある。
- 『ガーディアンズ・オブ・ギャラクシー』：ソウル・ストーンが登場。
- 『マーベル フューチャー・アベンジャーズ』：シーズン2第2話『潜入!闇オークション』（原題：『Mission Black Market Auction』）にパワー・ストーンが登場する。このバージョンは元々“アスガルド”に保管されていたが、盗まれて地球の闇市に持ち込まれた。

### アニメ映画
- 『Lego Marvel Super Heroes - Guardians of the Galaxy: The Thanos Threat』：6つのインフィニティ・ストーンに加え、7つ目のストーンである赤い“ビルド・ストーン”も登場する。

### ビデオゲーム
- 『マーヴル・スーパーヒーローズ』[56]
- 『マーヴル・スーパーヒーローズ ウォー・オブ・ザ・ジェム』[57]
- 『MARVEL VS. CAPCOM 2 NEW AGE OF HEROES』：パワー、ソウル、リアリティ、スペースの4つのジェムが登場する。
- 『Marvel Super Hero Squad: The Infinity Gauntlet』：インフィニティ・ジェムとインフィニティ・ソードが登場[58]。さらにロキは自分とエンチャントレスが使用するための偽の7つ目のインフィニティ・ジェム、ピンクの“リズム・ジェム”を作り出した。
- 『LEGO マーベル アベンジャーズ』：インフィニティ・ストーンとインフィニティ・ガントレットがカメオ出演している。
- 『Fortnite Battle Royale』：インフィニティ・ジェムがインフィニティ・ガントレットと共に登場[59]。
- 『マーベル VS. カプコン:インフィニット』：インフィニティ・ストーンが登場[60][61]。プレイヤーはバトル開始時にストーンを1つ装備することができ、いつでも“インフィニティ・サージ”技を繰り出すことができるほか、キャラクターを一時的にパワーアップさせる限定的な“インフィニティ・ストーム”能力も使用できる[62]。また、ゲームのストーリーでは、ウルトロンとシグマがスペース・ストーンとリアリティ・ストーンを使用して“ウルトロンΣ”に融合し、彼らの支配下でマーベルとカプコンの宇宙を1つに統合する。サノスがウルトロンΣと戦っている間に無意識のうちにリアリティ・ストーンを割ってしまうが、XによってウルトロンΣは破壊される[63]。
- 『MARVEL ULTIMATE ALLIANCE 3: The Black Order』：インフィニティ・ストーンと、インフィニティ・ガントレットで構成された“インフィニティ・アーマー”が登場する。これらを同時に使用したキャラクターは自分自身と宇宙のすべての生命を徐々に殺していくほど不安定になる。